# St. Lukas (Mailes)

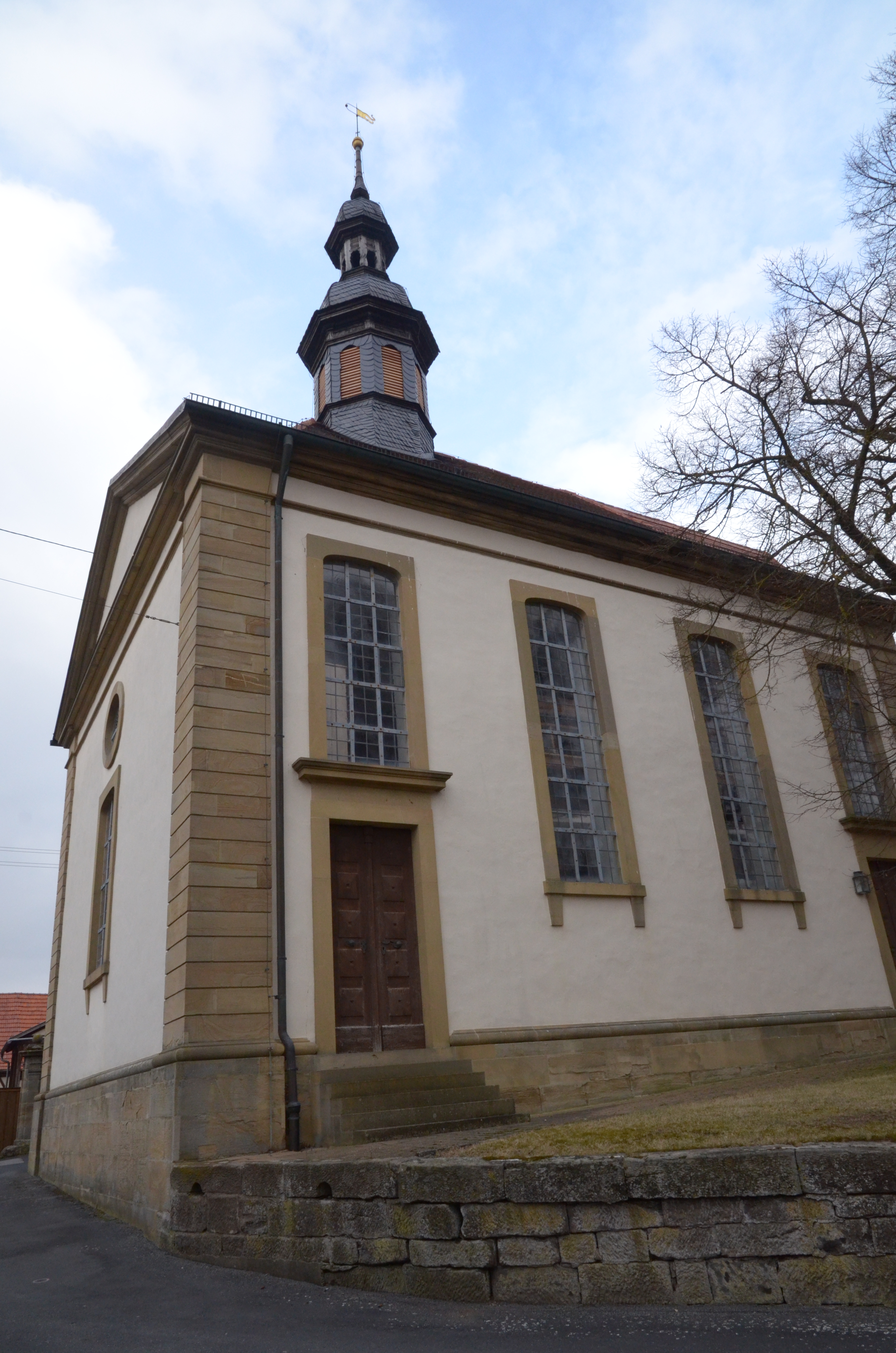
St. Lukas in Mailes

St. Lukas ist die evangelische Kirche von Mailes, einem Gemeindeteil des Marktes Stadtlauringen im unterfränkischen Landkreis Schweinfurt in Bayern. Das Langhaus des denkmalgeschützten Bauwerks entstand Anfang des 18. Jahrhunderts. Die Kirche gehört zum Dekanat Rügheim im Kirchenkreis Bayreuth der Evangelisch-Lutherischen Kirche in Bayern.

## Beschreibung
Der Chor stammt im Kern aus der zweiten Hälfte 15. Jahrhundert. Das Langhaus wurde 1729 nach einem Entwurf von Johann Georg Danzer angefügt. Aus seinem Walmdach erhebt sich ein achteckiger, schiefergedeckter, mit einer Welschen Haube bedeckter Dachreiter, der den Glockenstuhl beherbergt. 
Der Innenraum des Langhauses ist mit Emporen ausgestattet. Der Stuck seiner Decke ist als Bandelwerk gestaltet. Die Orgel stand ursprünglich über dem Kanzelaltar.